# خوسيه لويس أبلانيدو
خوسيه لويس أبلانيدو (بالإسبانية: José Luis Ablanedo) هو لاعب كرة قدم إسباني في مركز الدفاع، ولد في 22 أغسطس 1962 في مييريس في إسبانيا. لعب مع إسبانيول وريال سبورتينغ خيخون وسبورتينغ خيخون ب.